# Juan Camilo Zúñiga
Juan Camilo Zúñiga Mosquera (født 14. december 1985 i Chigorodó, Colombia) er en colombiansk fodboldspiller (venstre back). Han spiller hos Atlético Nacional i sit hjemland, og har tidligere repræsenteret blandt andet Napoli, Bologna og Watford.

## Landshold
Zúñiga har (pr. marts 2018) spillet 61 kampe og scoret ét mål for Colombias landshold, som han debuterede for 9. marts i et opgør mod USA. Han var en del af den colombianske trup til VM i 2014 i Brasilien.